# Neopealius
Neopealius är ett släkte av insekter som beskrevs av Takahashi 1954. Neopealius ingår i familjen mjöllöss.
Släktet innehåller bara arten Neopealius rubi.